# Junín partido
Junín egy partido (körzet) Argentínában a Buenos Aires tartományban. A fővárosa Junín.

## Települések
| - Junín - Morse - Agustín Roca - Fortín Tiburcio - Saforcada - Agustina | - Laplacette - Balneario Laguna de Gómez - Saforcada - Agustina - Laplacette - Balneario Laguna de Gómez | Parajes - Blandengues - La Agraria - La Oriental - Las Parvas |

## Népesség
| Népesség | 1.929 | 12.474   | 36.437   | 54.452  | 68.300  | 69.731 | 76.103 | 84.295  | 88.664 |
| Változás | -     | +546,65% | +192,10% | +49,44% | +25,43% | +2,09% | +9,13% | +10,76% | +5,18% |